# ソフトベンダーTAKERU

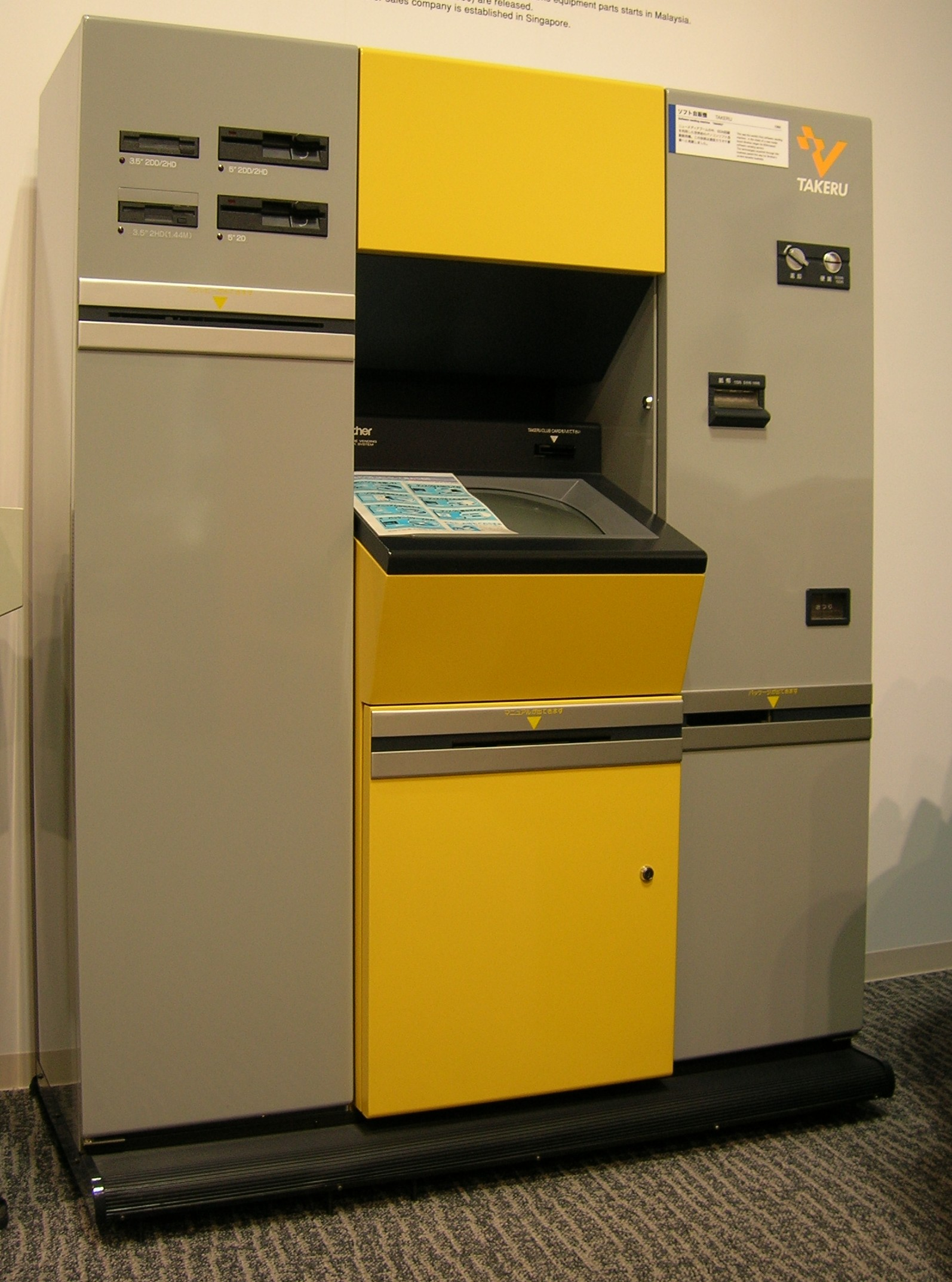
ブラザーミュージアムに展示されている3代目TAKERU

ソフトベンダーTAKERU（ソフトベンダー・タケル）は、1986年に日本のブラザー工業の安友雄一が中心となって開発した、世界初のパソコンソフトの自動販売機。本サービスは、自動販売機を通じてフロッピーディスクにゲームのデータを書き込むという仕組みで知られている。サービスの運営は、当初ブラザー工業TAKERU事務局が行い、自動販売機のほか郵便での通信販売も行っていたが、1994年5月21日にJOYSOUNDを運営している子会社のエクシング 通信システム事業部に業務移管され、1997年2月に全サービス終了。
1985年にテスト機SV-200015台でスタートし、1986年4月21日にソフトベンダー武尊として正式にサービスを開始した。1986年に2代目のSV-2100が導入され16ビットパソコンに対応、3代目は NEW TAKERU という名称のSV-2300が1991年春から夏にかけて導入された。
稼動を開始した当時はまだ8ビット御三家など8ビットパソコン全盛の時代であり、パッケージソフトウェア販売がパソコンゲームを含むソフトウェア全般の販売経路の主流だった。その頃にいち早く「自動販売機」という形でオンライン販売を開始したTAKERUは、パソコン通信ですら「趣味人（マニア）の特殊な行為」だった時代に、全く新しい流通形態を築こうとした先駆的業態である。
その一方で、サービス展開当初から高額な通信費やラインナップの貧弱さといった課題に悩まされてきており、2000台の設置を目標としていたものの、設置台数は最盛期でも300台だった。
それでも、通信カラオケ・JOYSOUNDなど、本サービスのネットワークを応用して生まれたサービスも存在する。
2016年11月26日には、ブラザー工業により公式の30周年記念イベントが開催された。

## 前史
1983年にブラザー工業がアンテナショップ「コムロード」を立ち上げた際、商品の一つであるパソコン用のソフトの売れ行きがソフトによってばらつきがあり、中には不良在庫になってしまうものもあった。また、ブラザーは通信自由化以前から、情報ネットワークサービスキャプテンシステムに参加するなど、NTTとも接点があった。そこで、若手社員だった安友雄一は通信を用いた「ニューメディア」によって在庫を解消することを思いついた。安友は2016年のアスキーのインタビューの中で、速度の遅さや高額な通信費という課題を抱える「ニューメディア」によるサービスは実現性が薄いものの、大変だけどやってみようという気持ちで企画を立ち上げたと振り返っている。

## 動作
利用者は画面の指示に従って購入ソフトウェアを選択、指定金額を支払うとブランクメディアが出てきて、これをフロッピーディスクドライブやROMライタ等の書き込み装置にセットしてソフトウェアを書き込ませ、フロッピーディスクケースやプリントアウトされたマニュアルと共にソフトウェアを入手する。
CPUボードは自社製で、初代と2代目のメインCPUはNEC V30であった。3代目は、大きさは1565×1220×570mm。メインCPUはIntel 80386SXに、ROMカセット・VAN回線を廃止、TAKERU CLUB用カードリーダー・CD-ROM・フロッピーディスク（5インチ・3.5インチ）・INSネット回線・ハードディスクの容量を増量・感圧式タッチパネル（ブラウン管モニタ）・五千円札と一万円札の入金等に対応。筐体の色は、初代が白色の筐体に青色の線と筐体の上部・右側は灰色の塗装、2代目が赤色と灰色の塗り分けでモニターの下に黄色のロゴ、3代目は灰色と黄色の塗り分けである。本体内にはパッケージに収められた何も記録されていない各種ブランクメディア（記憶媒体）が蓄えられている。
CD-ROMドライブを内蔵し、ここから読み出したデータを各種メディアに書き込んだほか、コンピュータネットワーク（VAN回線 （インテック Ace Telenet・Tri-P）・ISDN回線）経由でソフトウェアをダウンロードして取り寄せることができた。サービス開始当初はCD-ROMドライブが一般に利用されておらず、コンシューマーゲームなども含めCD-ROMドライブの利用が始まったのは、2年後の1988年にPCエンジンにCD-ROM²が発売されたのが最初である。

## 機能
FM TOWNS・FM-7・FM77AV・ダイナブック（東芝）・Classic Mac OS・MSX・X1・PC-88（mkII・SR以降）・PC-98（EPSON_PCシリーズ対応）・Windows（3.1、95）・X68000のソフトと、各社ワープロのテンプレート・クリップアートを販売していた。初期にはFM-7・X1のカセットテープメディアの販売も行っていた。末期にはCD-ROM写真集・パッケージソフトの通信販売も行っていた。
説明書および領収書は内蔵プリンターで印刷されるが、ドットインパクトプリンターであり、数ページ分のマニュアルでは少々印字に時間がかかった。3代目のNEW TAKERUではレーザープリンターになり印刷時間は1ページ当たり15秒となった。加えてメディア書き込みも3.5インチ2DDの場合で約70秒多少待たなければならなかった。マニュアルが10ページを超える場合は別送となるため、TAKERU CLUB会員以外は印刷された引換券を郵送でTAKERU事務局に送る必要があった。
フロッピーディスクケースは5インチ・3.5インチフロッピーディスク共用で、紙製の緑→青→黄色→プラスチック製の緑→黒色と変遷した。後期には有無を選べるようになり、その後廃止された。
筐体には、タッチパネル方式CRTディスプレイが主なユーザーインターフェイスとして組み込まれ、5インチ・3.5インチフロッピーディスクドライブ、MSX用ROMカートリッジ差し込み口（初代・2代目のみ）、説明書印刷用プリンター、フロッピーディスク・フロッピーディスクケース取り出し口が内蔵されている。
内部には、データキャッシュ用のハードディスクドライブ（2代目までは20MB）、メニュー画面データ格納用のCD-ROMドライブが内蔵されている。自動販売機としての金銭識別機や、媒体のストックも蓄えられていた。試作機ではPC-9800シリーズで制御していたことから、CPUは2代目まではIntel 8086互換のV30(μPD70116)を、3代目はIntel 80386SXを、OSにDR-DOSを用いていた。
内蔵されたCD-ROMやキャッシュ内にデータの無いソフトウェアはVAN回線（2代目まで）・ISDN回線（3代目のみ）でダウンロードし、フロッピーディスクや専用のROMカートリッジに書き込んで販売することにより、店頭に在庫がなくても販売を可能としていた。
流通コストの抑制ならびにパッケージやマニュアルの省略化により、TAKERUで販売されるソフトは、パッケージ販売されているソフトよりも販売価格を低く抑えることができた。

## 展開

### 企画・テスト運用
1983年8月15日、安友は電気通信事業者のインテックのネットワーク責任者と相談し、企画が始動。
プロトタイプ4台をFRPを用いて作ったものの、静電気とノイズ特性の弱さが浮き彫りとなったほか、高額な通信費も課題となった。制御に用いたPC-98の詳細な資料がなく、内部資料を求めに製造元のNECに行くこともあった。苦労の末、1985年に完成し、同年3月に「パソコンソフト自動販売システム発表会」を開き、「SV-2000」という名前でプロトタイプの4台を展示。
コムロードをはじめ、J&P（上新電機）をはじめとする家電量販店15店舗の協力を得て、同年末までに東京、大阪、名古屋で試験運用を実施。

### 正式運用
1986年4月の正式運用にあたり、サービス名を「ソフトベンダーTAKERU」に変更。「TAKERU」の名称は古代大和朝廷発展期において東伐西征事業を行った英雄日本武尊命に由来している。
安友はアスキーとのインタビューの中で、当初はテスト運用時と同じく「SV-2000」で売り出そうとしたが、当時の流行に乗って製品名に漢字を用いた「ソフトベンダー武尊」にしたところ、漢字を読めない子どもから「ブソン」と間違えられたことを振り返っている。
高額な通信費用により赤字となったことから撤退が決まり、1987年（昭和62年）にそのための費用として5,000万円の予算が組まれたが、安友は撤退ではなく事業の継続に用いた。
回線を高額な専用回線からアナログの一般回線に変更し、かつデータの送信時間帯も電話代が安価な夜間に行うなどの工夫を施したことでわずかながら黒字に転じ、撤退の取り消しに成功。

### 販売タイトル
後述の通りラインナップの貧弱さが課題となっていたため、ロングテールで生き残る作戦がとられた。
販売ソフトは既にパッケージ販売された商品の廉価版・復刻版が中心だったが、TAKERUでしか買えないオリジナル作品や、郵送となるが自社開発のパッケージソフトもあった。有名作品の追加シナリオ集や、雑誌企画と連動した作品も販売された。
在庫を持たなくてよいという利点から、実用的なソフトも多数存在しており、年賀状の素材集や音楽のMIDIデータなども発売された。
1993年頃には同人ソフトの取り扱いを開始し、アイマジックのように一般企業に転身したサークルも出てきた。アイマジックはデジタルカタログソフト『おうちでTAKERU』の開発にも関わっている。店頭での待ち時間を減らすために作られたこのソフトは、TAKERU上でPC-9801やX68000向けに販売されたほか、1995年頃に発売された『マイコンBASICマガジン』、『TECH Win』などのパソコン雑誌の付録CD-ROMなどにWindows 3.1版が収録された。

### TAKERU CLUB
1991年に『TAKERU CLUB』と呼ばれる会員組織を導入。入会金500円、年会費500円。前回の購入履歴・住所・氏名が記録された磁気カードが発行された。会員特典として、マニュアルが別送となるソフトを購入する際に住所・氏名の入力が不要、会員価格で購入できる、会員紙『TAKERUわあるど』（『TAKERU PRESS』を会員向けに編集したもの）が毎月送られてくる、購入時にクーポンが付き（後に廃止）それを欲しいソフトの金額分集めると購入できる等があった。会員は1992年3月時点で約4万人。特に若年層が多く、10代が58％、20代が33％、合計91％を占めていた。

### 他システムへの応用
1990年代に入り、カラオケが広く普及するが、この当時のカラオケはレーザーディスクが主体であり、30曲程度しか入らない上、最新曲の導入まで数か月かかっていた。そこで中谷らはTAKERUのネットワークを用いて楽曲データの配信を思いつき、通信カラオケJOYSOUND（JS-1シリーズ 初代JOYSOUND）が誕生した。TAKERUのソフトウェア配信サーバとJOYSOUNDの楽曲データ配信サーバは当時は同一のシステムで稼動しており、昼はTAKERUを主体、夜はJOYSOUNDを主体に稼働していたため、システム稼働率を高く保てた。TAKERUの技術を生かして証明書自動発行機も生まれた。

### サービス終了
サービス開始から10年後の1997年2月、本サービスは終了した。安友は2016年の「日経TRENDY」のインタビューの中で、当時は黒字になっていたとしつつも、インターネットの環境がパソコンの処理能力に追いついておらず、将来性の観点からサービスを終了したと語っている。

## 反響
当初は革新性が注目されたものの、通信契約が従量制だった上、データ送信に時間がかかってしまった結果、売上を上回るほどの通信費を請求され、赤字に陥っていた。
通信費用の問題は専用線から加入電話に変更することで解決できたものの、売り上げの低迷は続き、社内では撤退の声も上がっていた。その原因の一つがラインナップの貧弱さであった。このことについて、アスキーの2016年の記事では、多少安く配信しても売れる本数はパッケージタイトルには及ばないと思われていたとされている。一方、2022年に放送されたNHKのテレビ番組『神田伯山のこれがわが社の黒歴史』では、ソフトメーカーがサービス展開当時人気を博していたファミリーコンピュータに流れてしまったことが指摘されている。ファミリーコンピュータ用ソフトなどは華やかなパッケージや取扱説明書などで客を引き付けていたのに対し、TAKERU用のフロッピーディスクは無地のラベルであり自分でタイトルを書き込まなければいけないため、取扱説明書も文字中心の質素なものだった。テコ入れに参加したブラザーの市場調査部門であるライフ・リサーチ・センターの中谷幸夫はNHKのテレビ番組『神田伯山のこれがわが社の黒歴史』の中で、客がTAKERUでコピーしたフロッピーディスクを偽造品（コピー品）だと認識していたことが印象的だったと振り返っている。
ブラザーは自社ソフトの開発に乗り出すも、もともとゲームソフトの開発経験がなかったため、うまくいかなかった。そこで、ブラザーは同人ゲームソフトやマニア向け作品、さらにはアダルトゲームの配信を行ってきたが、売り上げの増大にはつながらなかった。
その一方、ユーザーとソフト開発者の両面からTAKERUに接してきたD4エンタープライズの丸山武志は、パッケージソフトを作るだけの体力がない小さな会社にとって、会社の設立時からソフトの販売ができるTAKERUは大きな存在だったとみている。MSXの衰退によってソフトの購入が困難になり、パッケージソフトの発売中止も相次ぐ中、MSXのマニアたちはTAKERUを通じて新作ソフトを購入していた。
NPO法人ゲーム保存協会の理事長を務めるルドン・ジョゼフは、来日して秋葉原を訪れた際に、TAKERUの実機を見て衝撃を受けたと2016年のアスキーのインタビューの中で振り返っており、もしサービスを継続していれば、Steamに肩を並べる存在になっていただろうと語っている。